# Gabriele Balducci
Gabriele Balducci (Pontedera, Pisa, Toscana, 3 de novembre 1975) és un ciclista italià que fou professional entre el 1997 i el 2008. En el seu palmarès destaca una victòria al Giro d'Itàlia de 2007, després que aquesta li fos retirada a Alessandro Petacchi per haver donat positiu en un control antidopatge.

## Palmarès
- 1993
  - 1r al Giro de Toscana júnior
- 1996
  - 1r a la Copa de la Pau
  - 1r al Gran Premi de les Indústries del marbre
  - 1r a La Popolarissima
  - 1r a la Florència-Empoli
  - Vencedor d'una etapa al Giro de les Regions
- 1997
  - 1r a la Copa Alassio
- 1998
  - Vencedor d'una etapa a la Tirrena-Adriàtia
- 1999
  - 1r al Giro del Llac Maggiore
  - Vencedor d'una etapa a la Volta a Eslovènia
- 2001
  - Vencedor d'una etapa al Tour del Mediterrani
- 2003
  - Vencedor d'una etapa al Giro de la Ligúria
- 2006
  - Vencedor d'una etapa a la Setmana Ciclista Llombarda
- 2007
  - Vencedor d'una etapa al Giro d'Itàlia[1]
  - Vencedor d'una etapa al Tour del Mediterrani
- 2008
  - 1r al Gran Premi de la costa dels Etruscs[1]
  - Vencedor d'una etapa al Giro de la Província de Reggio de Calàbria
  - Vencedor d'una etapa a la Setmana Ciclista Llombarda

### Resultats al Giro d'Itàlia
- 1997. Abandona
- 1999. 102è de la classificació general.
- 2003. Abandona (14a etapa)
- 2007. Abandona (12a etapa). Vencedor d'una etapa

### Resultats a la Volta a Espanya
- 1997. Abandona
- 2000. Abandona
- 2002. Abandona